# 別宮八幡社
別宮八幡社（べつぐうはちまんしゃ）は、大分県豊後高田市香々地に鎮座する神社。旧県社。

## 祭神
- 誉田別命（ほんだわけのみこと、応神天皇）
- 息長足姫命（おきながたらしひめのみこと、神功皇后）
- 宗像三女神
  - 市杵嶋姫命（いきしまひめのみこと）
  - 田心姫命（たごりひめのみこと）
  - 湍津姫命（たきつひめのみこと）

## 由緒
養老年間（717年 - 724年）に国東半島に設けられたとされる宇佐神宮の5つの別宮のひとつであり（天安2年（858年）創建説もある）、現存する4つの別宮の中でも随一の規模を誇る。

## 祭祀
7月29日､30日の両日に行われる御田植祭（おんばれ）では、氏子が田植えの様子を演じて奉納し、豊作を祈願する。

## 境内
潮観橋
参道入口の八幡川に架かる橋長10.7m、橋幅2.8m、径間5.8mの石造単アーチ橋。橋の袂に建つ「潮観橋序碑」に由緒や願主が刻まれ、それから天保9年（1838年）から安政5年（1858年）の間に造られたものと推定されている。橋頂要石の先端を橋外に持ち出し、そこから高欄の親柱を支えるという珍しい技法を採り、建設年代がほぼ判明する基準資料としてまた歴史的景観の要素として、1982年（昭和57年）3月30日に大分県の有形文化財に指定された（「潮観橋序碑」と石燈籠も附指定）。

## 文化財
- 潮観橋 附潮観橋序碑・石燈籠 - 大分県有形文化財

## 交通
- 鉄道・バス：JR九州宇佐駅から大交北部バス豊後高田行きで約10分、豊後高田バスターミナル下車。同バス伊美行きに乗り換え約35分、香々地停留所下車。徒歩すぐ。
- 自動車：宇佐別府道路宇佐ICより、約35km、45分。